# (33311) 1998 KX54
1998 KX54 (asteroide 33311) é um asteroide da cintura principal. Possui uma excentricidade de 0.07967290 e uma inclinação de 23.37712º.
Este asteroide foi descoberto no dia 23 de maio de 1998 por LINEAR em Socorro.